# Stredoveký vojenský tábor v Starej Ľubovni
Stredoveký vojenský tábor v Starej Ľubovni (česky Středověký vojenský tábor ve Staré Ľubovni) je muzeum v Staré Ľubovni, které poskytuje detailní zobrazení života vojáků ve středověku jakož i podmínek, v jakých žili. V táboře se nachází velké množství atrakcí, připomínajících autenticky život vojáků v táborech. Středověký vojenský tábor se nachází pod Ľubovenským hradem na Zámecké ulici.

## Vojenský katapult
Tento katapult je největší fungující katapult na Slovensku. Vzdálenost jeho dostřelu je 200 až 300 metrů. Tento katapult je svým druhem nazýván i trebuchet. Ten ľubovenský dostal název  Elisa Katarina.